# Pendleton County, West Virginia
Pendleton County är ett administrativt område i delstaten West Virginia, USA, med 7 695 invånare. Den administrativa huvudorten (county seat) är Franklin. 

## Geografi
Enligt United States Census Bureau har countyt en total area på 1 808 km². 1 807 km² av den arean är land och 1 km² är vatten. 

### Angränsande countyn
- Grant County - nord
- Hardy County - nordost
- Rockingham County, Virginia - öst
- Augusta County, Virginia och Highland County, Virginia - syd
- Pocahontas County - sydväst
- Randolph County - väst